# Marmozets
I Marmozets sono un gruppo rock britannico formatosi nel 2007.
Il gruppo ha firmato un contratto con la Roadrunner Records nell'ottobre 2013 e ha pubblicato l'album di debutto il 29 settembre 2014. Il loro secondo album in studio, Knowing What You Know Now, è stato pubblicato il 26 gennaio 2018.

## Storia del gruppo
Il gruppo venne formato quando i fratelli Rebecca "Becca", Joshua e Sam Macintyre iniziarono a suonare assieme ai compagni di scuola Jack Bottomley e Joe Doherty, quest'ultimo poi rimpiazzato dal fratello di Jack, Will Bottomley. Originariamente il gruppo era chiamato "The Marmozets" e con questo nome venne pubblicato l'EP Out of My Control nel 2009. Dopo la pubblicazione dell'EP, iniziarono a farsi chiamare semplicemente Marmozets. Nel 2011 venne pubblicato l'EP Passive Aggressive, a cui seguì nel 2012 l'EP Vexed.
La Venn Records, etichetta del gruppo hardcore punk Gallows, pubblicò il primo singolo del gruppo, Good Days, nel 2012. Nel 2013 il gruppo pubblicò indipendentemente il singolo Born Young and Free, e in seguito firmò un contratto con la Roadrunner Records, che pubblicò il singolo Move Shake Hide. Il singolo Why Do You Hate Me? venne pubblicato il 17 marzo 2014.
Si esibirono come gruppo di apertura di Young Guns, Funeral for a Friend, Gallows, Hyro Da Hero, The Used, Four Year Strong e Muse e hanno partecipato a vari festival, tra cui Glastonbury Festival, Download Festival, Reading and Leeds, Rock Werchter, Slam Dunk Festival, 2000 Trees e Y Not Festival.
Nel settembre 2013 iniziarono il loro primo tour del Regno Unito.
Il gruppo venne candidato come Best British Newcomer ai Kerrang! Awards del 2013 e venne votata come Best New UK Band dalla rivista Big Cheese.
Nel marzo 2015 venne annunciato un tour a supporto del 2015 UK Psycho Tour dei Muse.
Nel gennaio 2017 Sam Macintyre annunciò via Twitter che il gruppo aveva completato il suo secondo album. Il primo singolo estratto dall'album fu Play, pubblicato nell'agosto 2017.
Il 10 ottobre venne pubblicato il singolo Habits, trasmesso in anteprima da BBC Radio 1 prima della pubblicazione digitale. L'11 dicembre 2017 è stato estratto il singolo Major System Error. Knowing What You Know Now, secondo disco di inediti del gruppo, è stato pubblicato il 26 gennaio 2018. Dopo un esteso tour da headliner, dal 2019 il gruppo entrò in un periodo di pausa in seguito alla nascita della primogenita della cantante Becca Macintyre e il chitarrista Jack Bottomley, che successivamente si sposarono nel giugno 2022.

## Formazione

### Formazione attuale
- Rebecca "Becca" Macintyre – voce (2007-presente)
- Jack Bottomley – chitarra (2007-presente)
- Samuel Macintyre – chitarra, cori (2007-presente)
- Will "Bill E" Bottomley – basso, cori (2009-presente)
- Joshua Macintyre – batteria (2007-presente)

### Ex componenti
- Joe Doherty – chitarra (2007-2008)

## Discografia
Album in studio
- 2014 – The Weird and Wonderful Marmozets
- 2018 – Knowing What You Know Now